# Макаров, Владимир Павлович (певец)
Влади́мир Па́влович Мака́ров (настоящая фамилия — Мака́ркин; 15 июля 1932, Дубна, Московская область — 29 июля 2008, Москва) — советский и российский певец, лирический баритон. Заслуженный артист РСФСР (1984).

## Биография
Владимир Макаркин родился 15 июля 1932 года в посёлке городского типа Дубна Тульского округа Московской области (ныне Тульская область). По окончании восьми классов средней школы поступил в ПТУ в Туле. 
В 1950 году был осуждён в составе группы за кражу в универмаге  Дубны. Отбывал наказание в одной из колоний Колымского региона, где стал участником ансамбля заключённых, художественным руководителем которого был Вадим Козин. Там же Макаркин познакомился с другим заключённым — Эдди Рознером, в ансамбле которого какое-то время выступал. Эта страница биографии В. Макарова несколько видоизменялась советскими официальными источниками, в которых нахождение певца на Колыме объяснялось военной службой.
Вскоре после освобождения артист сменил фамилию на более, как ему казалось, благозвучную — Макаров. Пел в Донецком шахтёрском ансамбле, был солистом Северо-Осетинской и Тульской филармоний. В Туле работал с молодёжным джаз-оркестром Анатолия Кролла.
В 1966 году стал лауреатом I Всесоюзного конкурса артистов эстрады в Москве. Это признание, а также участие в Международном фестивале эстрадной песни «Дружба-67» позволили стать солистом Москонцерта.
Был участником всех шести этапов фестиваля «Дружба-67» (СССР, Польша, ГДР, Чехословакия, Венгрия и Болгария), на 2-м этапе в Варшаве получил 1-ю премию.
Активная концертная деятельность артиста продолжалась до апреля 1986 года, когда он с небольшим перерывом перенёс два инфаркта.
Проживал в Москве.
С 1998 года в Дубне, на родине певца, ежегодно проходит фестиваль эстрадной песни репертуара 60-70-х годов имени Владимира Макарова. Его участниками являются исполнители не только из Тульской, но и других областей. Председателем жюри этого фестиваля всегда был Макаров.
Скончался в ночь на 29 июля 2008 года от остановки сердца. Похоронен на Троекуровском кладбище, участок № 14.

## Творчество

Могила Макарова на Троекуровском кладбище Москвы.

Репертуар певца был весьма широк и разнообразен, что нехарактерно для того времени. Исполнял он и патриотические советские песни — «Спят курганы тёмные» (Н. Богословский — Б. Ласкин), «Бухенвальдский набат» (В. Мурадели — А. Соболев), и сочинения таких известных бардов, как Владимир Высоцкий, Булат Окуджава, Юрий Кукин, Михаил Анчаров, и произведения более лёгких жанров: («Песенка находит друзей» (П. Аедоницкий — И. Шаферан), «Песенка неженатого парня» (В. Соловьёв-Седой — В. Масс, М. Червинский), а также кавер-версии иностранных песен: («Четыре таракана и сверчок», «Тамбур-мажор», «Оркестр пожарных»). Широко известно также его исполнение песни «Наша служба и опасна, и трудна» (М. Минков — А. Горохов), ставшей музыкальной заставкой телевизионного сериала «Следствие ведут знатоки» и гимном советской милиции (в самом сериале она звучит в исполнении Эдуарда Лабковского).
Визитной карточкой Владимира Макарова стала песня 1968 года «Последняя электричка» Давида Тухманова и Михаила Ножкина.
В 2002 году в серии «Звёзды, которые не гаснут» вышел компакт-диск певца «Последняя электричка». В 2005 году в серии «Золотая мелодия» вышел компакт-диск «Любовь шагает по Земле» с песнями за период 1967—1976 годов.

## Личная жизнь
Жена — Нина, работала в известном валютном магазине «Берёзка» товароведом. Была старше на 14 лет. Сын — Дмитрий.

## Дискография
- Поёт Владимир Макаров. 1971. Мелодия — Д029993-4 (LP)
- Любовь шагает по Земле. 1977. Мелодия — 33 С 60—08283-4 (LP)
- Золотой фонд. 1996. M.A.Y. Production — MAY007Э69 (СD)
- Последняя электричка. 2002. Парк-Рекордз — PR-08-01 (CD)
- Любовь шагает по Земле. 2005. Мелодия — MEL CD 60 00965 (CD)